# Clytus oriolinus
Clytus oriolinus är en skalbaggsart som först beskrevs av Francis Polkinghorne Pascoe 1869.  Clytus oriolinus ingår i släktet Clytus och familjen långhorningar. Inga underarter finns listade i Catalogue of Life.